# Kormoran białoszyi
Kormoran białoszyi (Phalacrocorax carbo lucidus) – podgatunek kormorana zwyczajnego, dużego ptaka z rodziny kormoranów (Phalacrocoracidae). Występuje na obszarze od wschodniej po południową Afrykę. Przez niektóre ujęcia systematyczne jest uznawany za osobny gatunek.

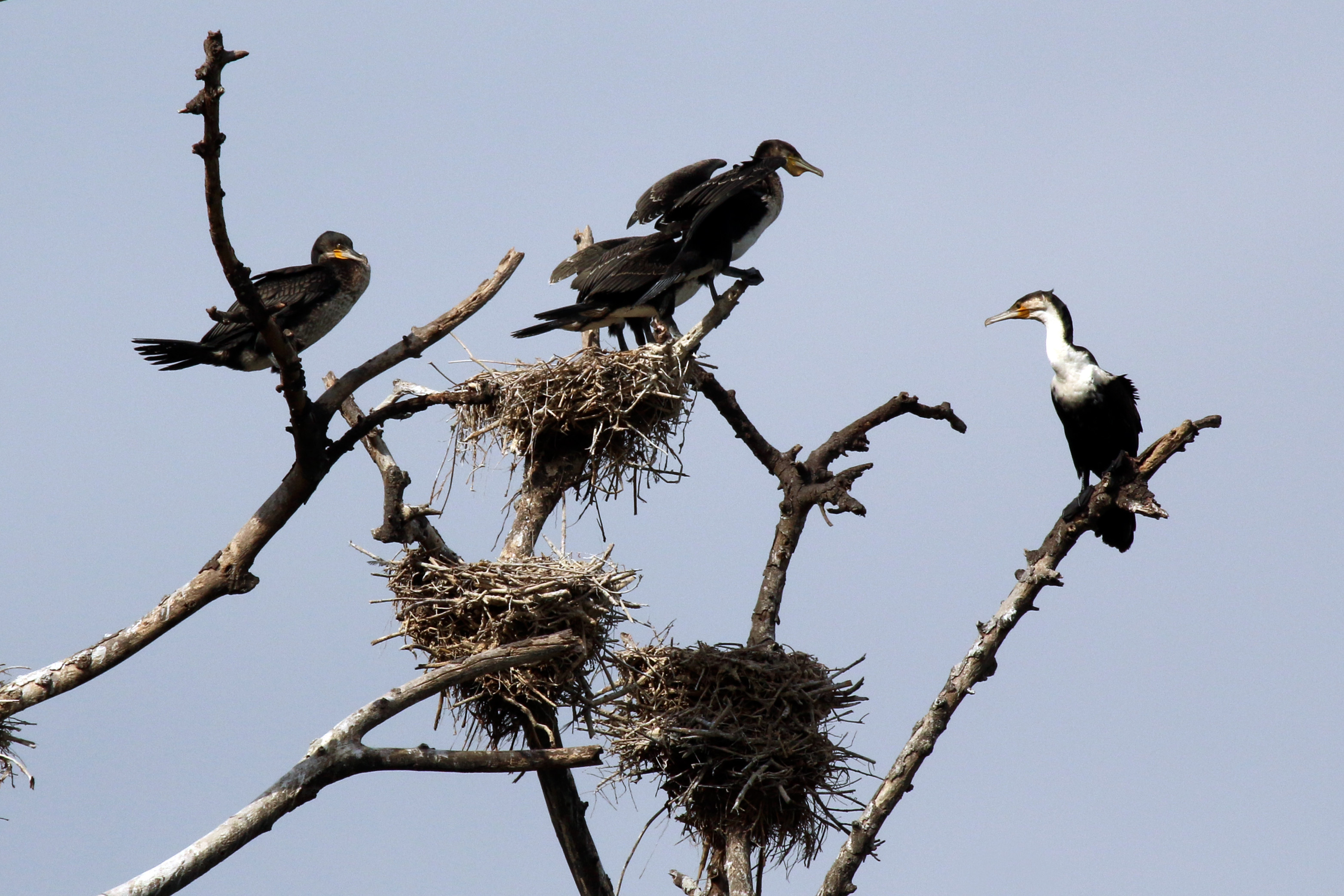
Kolonia lęgowa

## Charakterystyka
Długość ciała około 90 cm. Szyja i przednia część piersi białe, w trakcie okresu lęgowego pojawiają się białe pierzaste znamiona na udach.